# دان ديريكس
دان ديريكس هو لاعب كرة قدم بلجيكي، ولد في 24 فبراير 2003 في لوفن في بلجيكا.

## وصلات خارجية
- دان ديريكس على موقع الاتحاد البلجيكي (الإنجليزية)
- دان ديريكس على موقع قاعدة بيانات كرة القدم.إي يو (الإنجليزية)
- دان ديريكس على موقع Soccerbase.com (لاعب) (الإنجليزية)
- دان ديريكس على موقع Soccerway.com (الإنجليزية)
- دان ديريكس على موقع عالم كرة القدم.نت (الإنجليزية)
- دان ديريكس على موقع AS.com (الإسبانية)